# Michael Stean
Michael Francis Stean (* 4. September 1953 in London) ist ein englischer Schachspieler.

## Leben

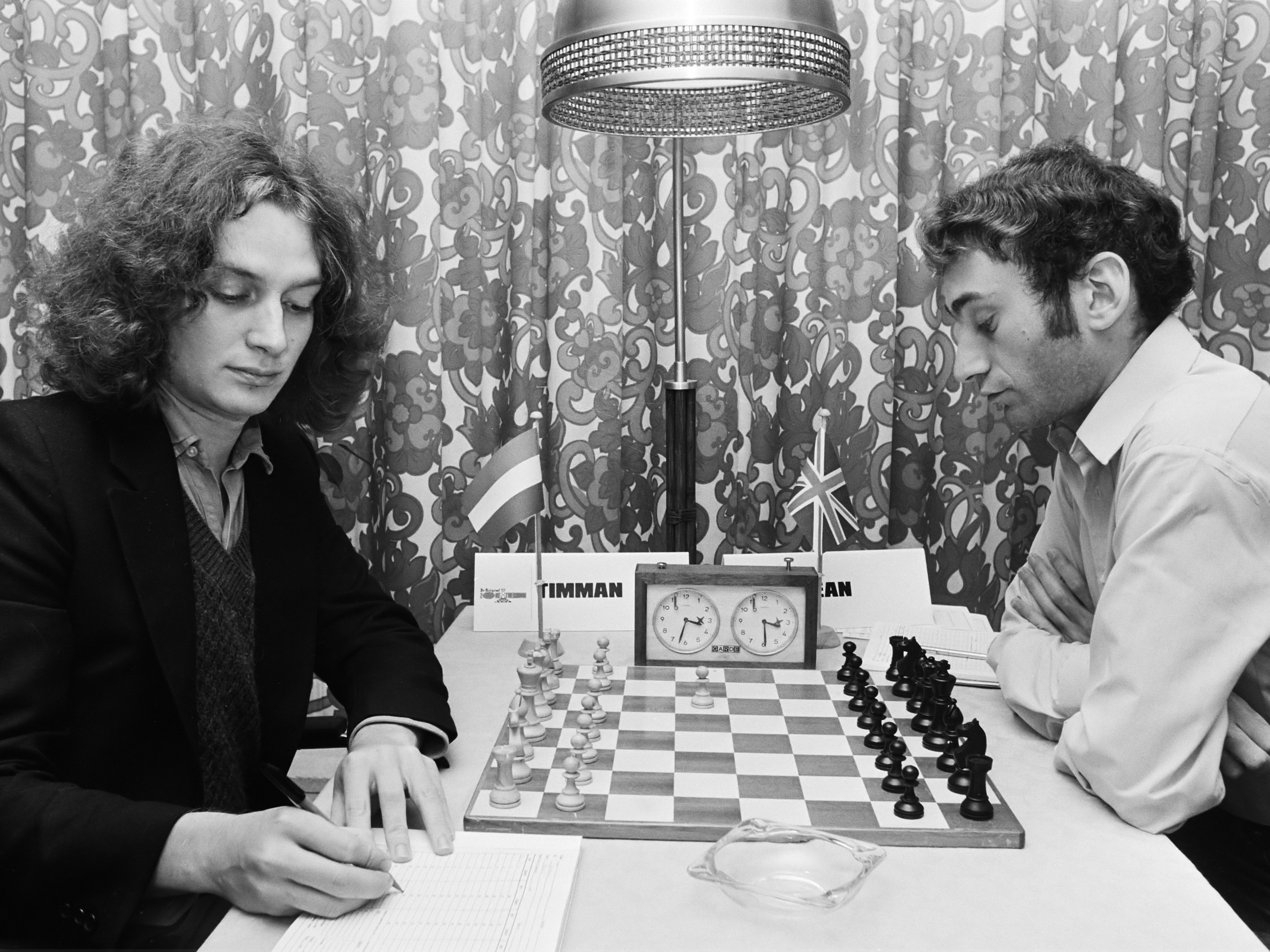
Jan Timman versus Michael Stean, Zonenturnier 1978 in Amsterdam

Er gehörte zum Sekundantenteam von Viktor Kortschnoi in der Zeit von 1977 bis 1981 und galt stets als großer Eröffnungskenner. Im Jahre 1975 erhielt er den Titel Internationaler Meister und zwei Jahre später wurde er Internationaler Großmeister.
Er nahm mit der englischen Mannschaft an den Schacholympiaden 1974, 1976, 1978, 1980 und 1982 teil. Gleich bei seiner ersten Olympiateilnahme 1974 in Nizza erhielt er einen Preis für die schönste Partie des Turniers in seinem Match gegen Walter Browne. Bei der Schacholympiade 1976 erreichte er mit England den dritten Platz und gewann die Einzelwertung am vierten Brett. Mit der englischen Mannschaft nahm er außerdem an den Mannschaftseuropameisterschaften 1973, 1977 und 1980 teil. Am erfolgreichsten war er 1980, als er mit der Mannschaft den dritten Platz und in der Einzelwertung Platz 2 am zweiten Brett erreichte. Zweimal nahm Stean am European Club Cup teil, 1976 mit der Mannschaft der Cambridge University, 1982 mit Volmac Rotterdam.
1976 wurde Stean beim Internationalen Turnier in Kapfenberg hinter László Szabó Zweiter. In Einzelturnieren konnte Stean nur wenige Turniersiege feiern, so zum Beispiel 1979 in Vrsac, 1980 in Smederewska Palanka und 1982 in Beer-Sheba. Fast hätte es sogar mal zu einer britischen Meisterschaft gereicht, belegte er doch 1974 in Clacton-on-Sea den geteilten 1. Platz. Er verlor dann aber den fälligen Stichkampf gegen George Botterill.
Im Alter von 29 Jahren zog sich Stean 1982 vom Turnierschach zurück. Er ist heute Steuerberater in London.
Stean wird beim Weltschachverband FIDE als inaktiv gelistet, da er nach 1982 keine Elo-gewertete Partie mehr gespielt hat.
Er veröffentlichte zwei Schachbücher: Sicilian Najdorf (London 1976, ISBN 0-7134-0098-6) und Simple Chess (London 1978, ISBN 0-571-11215-3).